# استراتفرد (ویسکانسین)
استراتفرد، ویسکانسین (به انگلیسی: Stratford) یک سکونتگاه مسکونی و روستا در ایالات متحده آمریکا است که در شهرستان ماراتون، ویسکانسین واقع شده‌است.

## خصوصیات
استراتفرد ۱۳٫۸۶ کیلومترمربع مساحت و ۱٬۵۷۸ نفر جمعیت دارد و ۳۸۶ متر بالاتر از سطح دریا واقع شده‌است.